# José Vicente Asuar
José Vicente Asuar Puigrrós (ur. 20 lipca 1933 w Santiago, zm. 11 stycznia 2017) – chilijski kompozytor.

## Życiorys
W latach 1952–1958 odbył studia inżynierskie na Universidad Católica w Santiago. Jednocześnie kształcił się w tamtejszym konserwatorium u Jorge Urrutia Blondela. W 1958 roku założył przy Universidad Católica pierwsze chilijskie studio muzyki elektronicznej. W latach 1959–1960 kontynuował studia w Berlinie na Uniwersytecie Technicznym oraz w Hochschule für Musik u Borisa Blachera. Kształcił się też w Hochschule für Musik w Karlsruhe u Jacques’a Wildbergera. W latach 1960–1962 uczestnik Międzynarodowych Letnich Kursów Nowej Muzyki w Darmstadcie, gdzie był słuchaczem w klasie Pierre’a Bouleza, Karlheinza Stockhausena, Brunona Maderny i Györgya Ligetiego. Współorganizator studia muzyki elektronicznej w Karlsruhe. W 1965 roku założył w Caracas w Wenezueli działające przy Instituto Nacional de Cultura y Bellas Artes Estudio de Fonologia Musical. W 1970 roku przebywał na Uniwersytecie Stanu Nowy Jork w Buffalo, gdzie był uczniem Lejarena Hillera. Wykładał akustykę i muzykę elektroniczną na Universidad de Chile.

## Twórczość
Skomponował m.in. Heterofontas na orkiestrę (1965), Oktet na 4 flety i perkusję (1966), Formas I (1970) i Formas II (1972) na orkiestrę, Encadenamientos na flet, fagot, skrzypce i wiolonczelę (1957), Varaciónes espectrales na taśmę (1959), 2 preludia La Noche na taśmę (1961, 1966), Estudio aleatorio na taśmę (1962), Catedral na taśmę (1967), Guararia repano na instrumenty indiańskie i taśmę (1968), 3 ambientes sonoros na taśmę (1968), Imagen de Caracas na głosy, instrumenty i taśmę (1968), Buffalo 71 na taśmę (1971).